# Ochthocosmus barrae
Ochthocosmus barrae är en tvåhjärtbladig växtart som beskrevs av Hallier f.. Ochthocosmus barrae ingår i släktet Ochthocosmus och familjen Ixonanthaceae. Inga underarter finns listade i Catalogue of Life.